# Parc de la Colonne
Le parc de la Colonne, aussi appelé jardin Félix-Tisserand, est un jardin public de Toulouse situé à Jolimont, à côté du jardin de l'Observatoire de Toulouse.
Sa création a été décidée en 1830 pour célébrer la bataille de Toulouse du 10 avril 1814. Celle-ci virent s'affronter les troupes napoléoniennes menées par le maréchal Soult et les troupes anglo-hispano-portugaises du maréchal de Wellington. Un plan situé dans ce parc rappelle d'ailleurs le déroulement du conflit, qui s'est en partie déroulé à cet endroit même, lors de la bataille de la défense de la Redoute.  
Conçu par Urbain Vitry, il a été inauguré le 24 juillet 1839. Il consiste en une grande pelouse longée par un alignement de cèdres dans laquelle se dresse un obélisque, monument commémoratif de la bataille. Couramment appelée "la colonne", il fut entièrement construit en brique, entre 1835 et 1839. Sa hauteur totale avoisine les 30 m et il repose sur un caveau de plan carré (4 mètres sur 4), haut de 5,45 mètres. Trois côtés du caveau portent une partie de la phrase "AUX BRAVES MORTS POUR LA PATRIE" - "TOULOUSE RECONNAISSANTE" - "BATAILLE DU 10 avril 1814" et le quatrième comporte une porte. Sur les murs avaient été fixées deux plaques en cuivre gravées par J. B. Mercadier, se trouvant actuellement au Musée Paul-Dupuy. Elles mentionnent les noms des souscripteurs et ceux des généraux et officiers ayant pris part à la bataille. L'obélisque est creux puisqu'à l'intérieur, un escalier permet d’accéder au sommet, où se trouvent deux ouvertures en forme d'étoile à six branches (ou hexagramme). Il est inscrit MH (monument historique) depuis 1991.

## Galerie

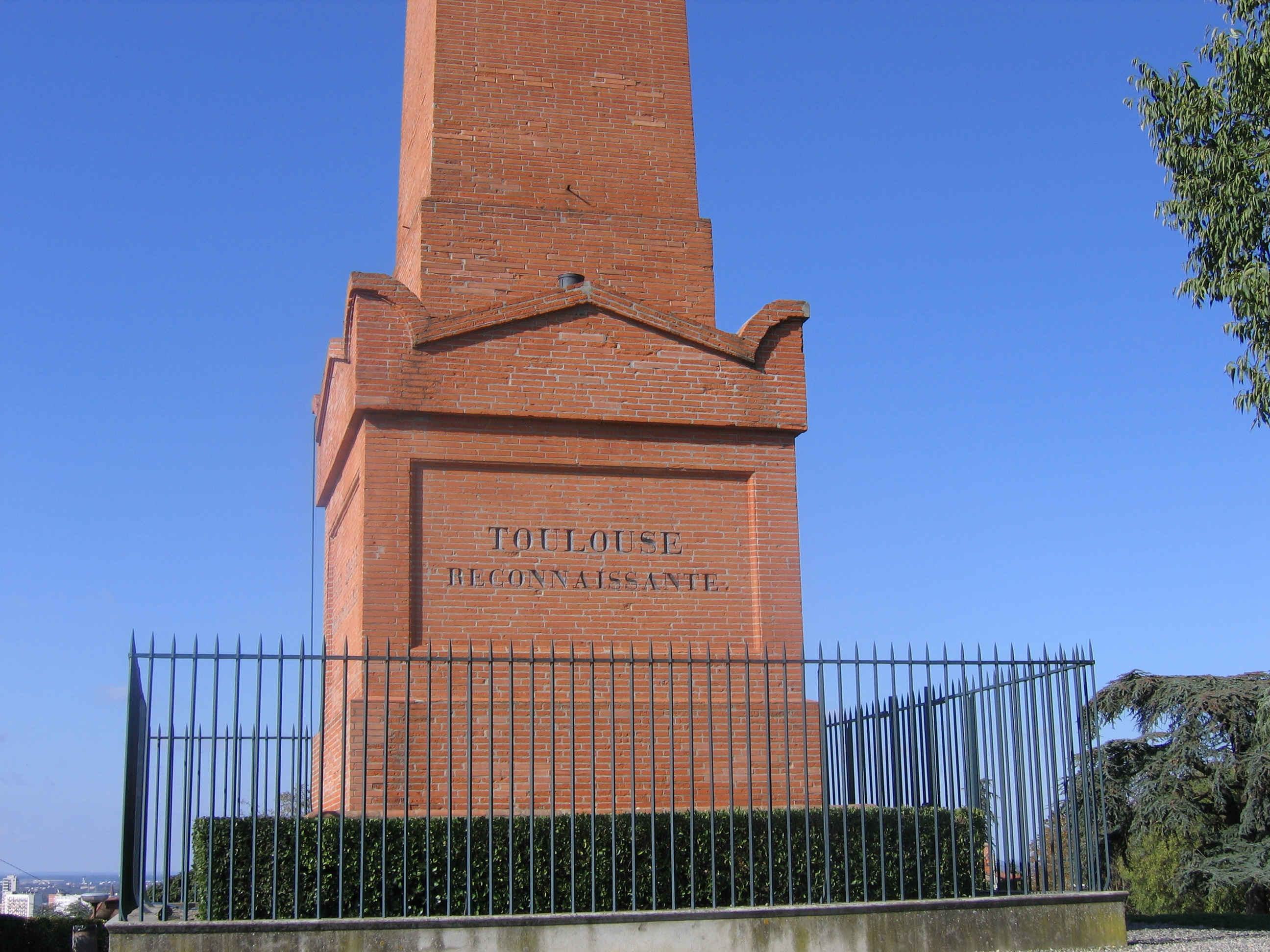
« TOULOUSE RECONNAISSANTE ».
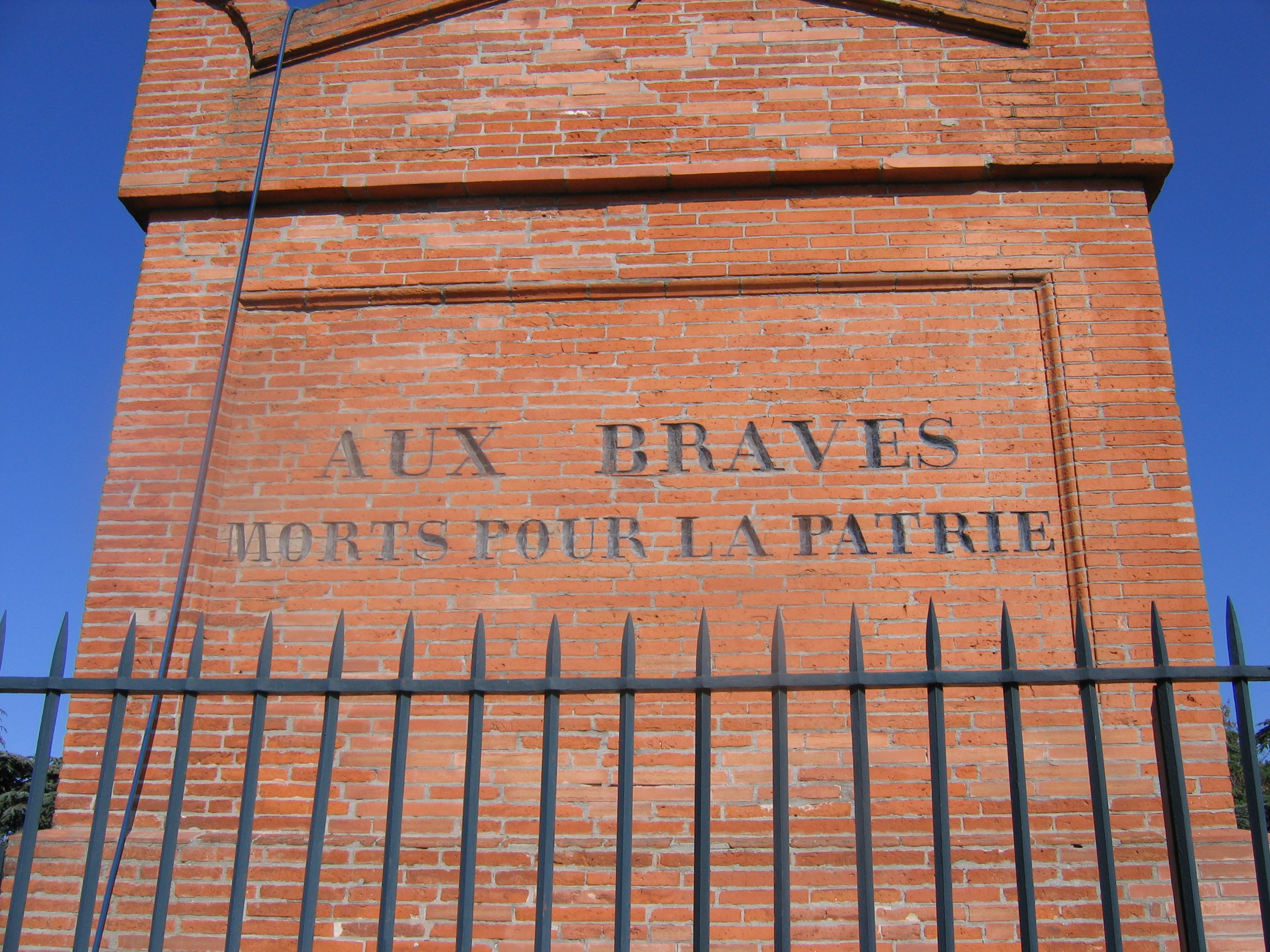
« AUX BRAVES MORTS POUR LA PATRIE ».
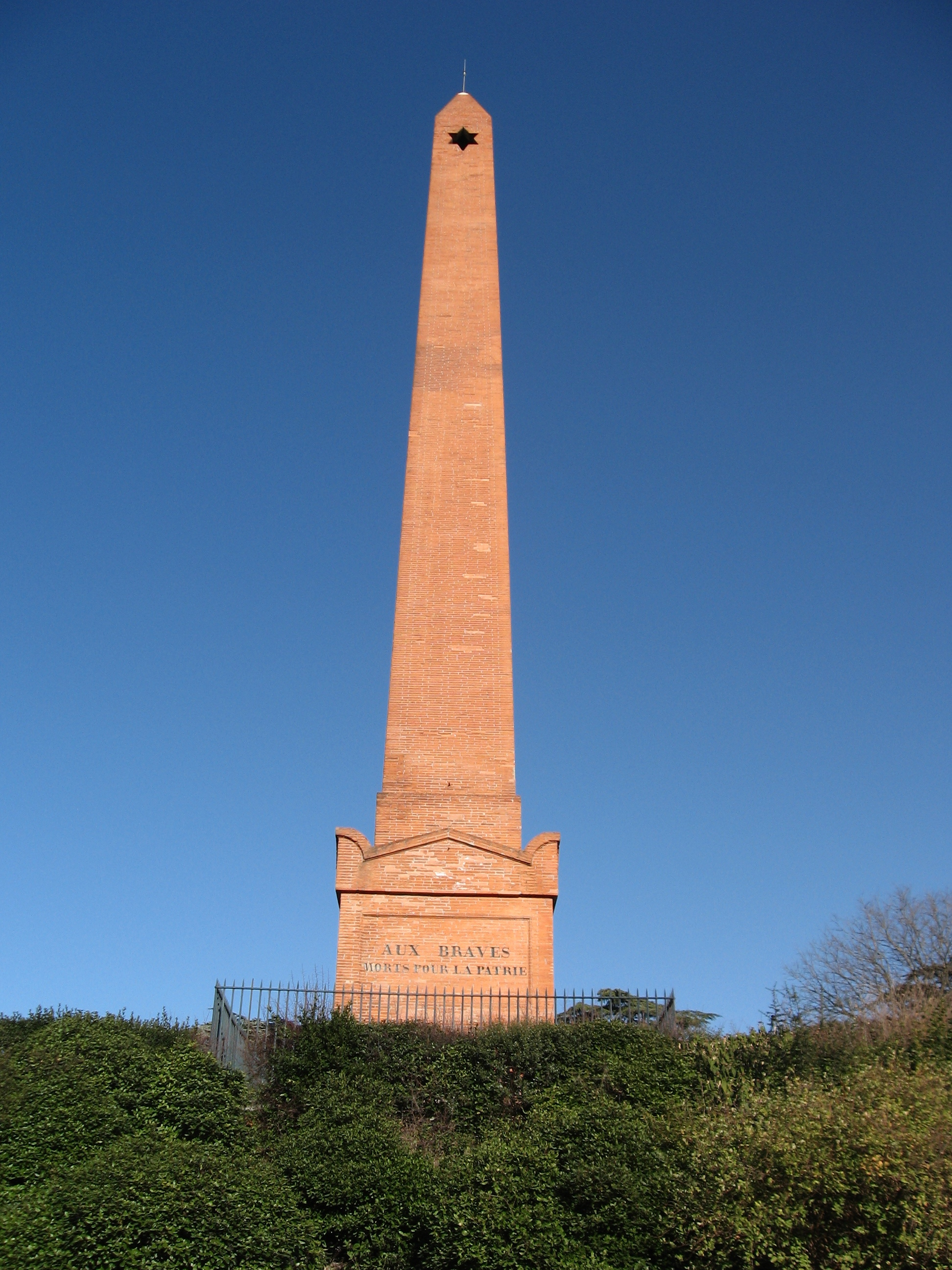
Colonne, face dominant l'avenue Camille-Flammarion.

## Sources
UrbanHist, site créé par les Archives de Toulouse, mettant à disposition différentes informations sur la ville et son histoire, grâce à deux cartes interactives : UrbanHist et UrbanHist+.